# Леске, Натанаэль Готфрид
Натанаэ́ль Го́тфрид Ле́ске (в.-луж. Nathanael Bohuměr Leska; 22 октября 1751, Бад-Мускау — 25 ноября 1786, Марбург) — лужицкий натуралист и геолог.

## Биография
После окончания учёбы в Горной академии в Фрайберге и школы Франке в Галле в 1775 году Леске стал профессором по естествознанию в Университете Лейпцига. С 1777 по 1786 год он преподавал здесь экономику. Он предпринял многочисленное исследовательские поездки в Верхнюю Лужицу. В своих сообщениях он часто подробно описывал сельскохозяйственные отношения. В 1786 году он получил кафедру финансовой науки и экономики в Марбургском университете имени Филиппа, но при переезде в Марбург с ним произошёл несчастный случай, вследствие которого он скончался.
Леске связывали близкие дружеские отношения с его преподавателем Абраамом Готлобом Вернером. Он находился с ним в оживлённой переписке, а также с Гёте. Кроме того, он тесно дружил с реформатором сельского хозяйства Иоганном Кристианом Шубартом и побуждал его к многочисленным сельскохозяйственным статьям. Леске владел обширной коллекцией минералов, которую после его смерти систематизировал Дитрих Людвиг Густав Карстен. Позже она была продана в Дублин.

## Труды
- Anfangsgründe der Naturgeschichte. Verlag Crusius Leipzig 1779; 2. verb. u. verm. Ausgabe mit 12 Kupfertafeln ebd. 1784.
- Reise durch Sachsen in Rücksicht der Naturgeschichte und Oekonomie. Verlag Müller Leipzig 1785.